# Merchants from Cathay
Merchants from Cathay – debiutancki tomik wierszy amerykańskiego poety Williama Rose’a Benéta (brata Stephena Vincenta Benéta i trzeciego męża Elinor Wylie), późniejszego laureata Nagrody Pulitzera, opublikowany w 1913. Recenzent z The New York Timesa nazwał zbiorek a book of real poetry, magical, imaginative, vigorous.